# Ulva (chi)

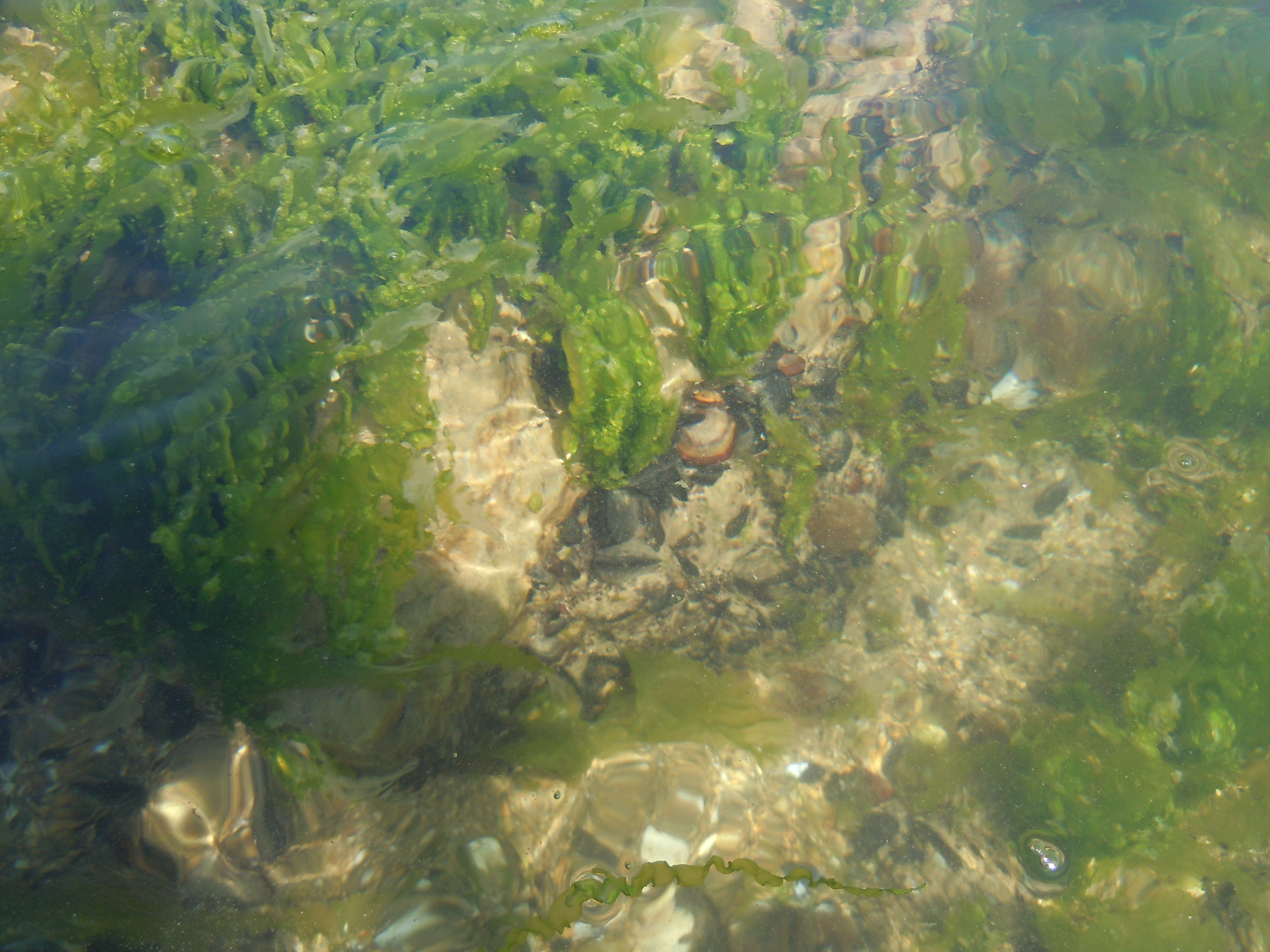
Ulva intestinalis

Ulva, thường được gọi là rau diếp biển, là một chi tảo lục ăn được, phân bố rộng rãi dọc theo các bờ biển các đại dương trên thế giới. Loài điển hình là Ulva lactuca, lactuca là một từ tiếng Latinh nghĩa là "rau diếp". Chi này từng có tên Enteromorpha.

## Dinh dưỡng
Đây là thức ăn cho một số động vật biển, bao gồm lợn biển và thỏ biển. Nhiều loài Ulva là thức ăn cho người tại Scandinavia, đảo Anh, Ireland, Trung Quốc, và Nhật Bản (nơi nó được gọi là aosa). Chúng có thể được ăn sống trong salad hay nấu chín trong súp. Loại thực phẩm này giàu protein, chất xơ, một số loại vitamin và chất khoáng, nhất là sắt. Tuy nhiên, việc nhiểm kim loại nặng độc ở một số nơi khiến chúng nguy hiểm với người dùng.

## Các loài
Các loài trong chi Ulva là:
- Ulva acanthophora (Kützing) Hayden, Blomster, Maggs, P.C. Silva, Stanhope & J.R. Waaland, 2003
- Ulva anandii Amjad & Shameel, 1993
- Ulva arasakii Chihara, 1969
- Ulva atroviridis Levring, 1938
- Ulva beytensis Thivy & Sharma, 1966
- Ulva bifrons Ardré, 1967
- Ulva brevistipita V.J. Chapman, 1956
- Ulva burmanica (Zeller) De Toni, 1889
- Ulva californica Wille, 1899
- Ulva chaetomorphoides (Børgesen) Hayden, Blomster, Maggs, P.C. Silva, M.J. Stanhope & J.R. Waaland, 2003
- Ulva clathrata (Roth) C. Agardh, 1811
- Ulva compressa Linnaeus, 1753
- Ulva conglobata Kjellman, 1897
- Ulva cornuta Lightfoot, 1777
- Ulva covelongensis V. Krishnamurthy & H. Joshi, 1969
- Ulva crassa V.J. Chapman, 1956
- Ulva crassimembrana (V.J. Chapman) Hayden, Blomster, Maggs, P.C. Silva, M.J. Stanhope & J.R. Waaland, 2003
- Ulva curvata (Kützing) De Toni, 1889
- Ulva denticulata P.J.L. Dangeard, 1959
- Ulva diaphana Hudson, 1778
- Ulva elegans Gayral, 1960
- Ulva enteromorpha Le Jolis, 1863
- Ulva erecta (Lyngbye) Fries
- Ulva expansa (Setchell) Setchell & N.L. Gardner, 1920
- Ulva fasciata Delile, 1813
- Ulva flexuosa Wulfen, 1803
- Ulva geminoidea V.J. Chapman, 1956
- Ulva gigantea (Kützing) Bliding, 1969
- Ulva grandis Saifullah & Nizamuddin, 1977
- Ulva hookeriana (Kützing) Hayden, Blomster, Maggs, P.C. Silva, M.J. Stanhope & J.R. Waaland
- Ulva hopkirkii (M'Calla ex Harvey) P. Crouan & H. Crouan
- Ulva howensis (A.H.S. Lucas) Kraft, 2007
- Ulva indica Roth, 1806
- Ulva intestinalis Linnaeus, 1753
- Ulva intestinaloides (R.P.T. Koeman & Hoek) Hayden, Blomster, Maggs, P.C. Silva, M.J. Stanhope & J.R. Waaland, 2003
- Ulva javanica N.L. Burman, 1768
- Ulva kylinii (Bliding) Hayden, Blomster, Maggs, P.C. Silva, M.J. Stanhope & J.R. Waaland, 2003
- Ulva lactuca Linnaeus, 1753
- Ulva laetevirens J.E. Areschoug, 1854
- Ulva laingii V.J. Chapman, 1956
- Ulva linearis P.J.L. Dangeard, 1957
- Ulva linza Linnaeus, 1753
- Ulva lippii Lamouroux
- Ulva litoralis Suhr ex Kützing
- Ulva littorea Suhr
- Ulva lobata (Kützing) Harvey, 1855
- Ulva marginata (J. Agardh) Le Jolis
- Ulva micrococca (Kützing) Gobi
- Ulva neapolitana Bliding, 1960
- Ulva nematoidea Bory de Saint-Vincent, 1828
- Ulva ohnoi Hiraoka & Shimada, 2004
- Ulva olivascens P.J.L. Dangeard
- Ulva pacifica Endlicher
- Ulva papenfussii Pham-Hoang Hô, 1969
- Ulva parva V.J. Chapman, 1956
- Ulva paschima Bast
- Ulva patengensis Salam & Khan, 1981
- Ulva percursa (C. Agardh) C. Agardh
- Ulva pertusa Kjellman, 1897
- Ulva phyllosa (V.J. Chapman) Papenfuss
- Ulva polyclada Kraft, 2007
- Ulva popenguinensis P.J.L. Dangeard, 1958
- Ulva porrifolia (S.G. Gmelin) J.F. Gmelin
- Ulva profunda W.R. Taylor, 1928
- Ulva prolifera O.F.Müller, 1778
- Ulva pseudocurvata Koeman & Hoek, 1981
- Ulva pseudolinza (R.P.T. Koeman & Hoek) Hayden, Blomster, Maggs, P.C. Silva, M.J. Stanhope & J.R. Waaland, 2003
- Ulva pulchra Jaasund, 1976
- Ulva quilonensis Sindhu & Panikkar, 1995
- Ulva radiata (J. Agardh) Hayden, Blomster, Maggs, P.C. Silva, M.J. Stanhope & J.R. Waaland, 2003
- Ulva ralfsii (Harvey) Le Jolis, 1863
- Ulva ranunculata Kraft & A.J.K. Millar, 2000
- Ulva reticulata Forsskål, 1775
- Ulva rhacodes (Holmes) Papenfuss, 1960
- Ulva rigida C. Agardh, 1823
- Ulva rotundata Bliding, 1968
- Ulva saifullahii Amjad & Shameel, 1993
- Ulva serrata A.P.de Candolle
- Ulva simplex (K.L. Vinogradova) Hayden, Blomster, Maggs, P.C. Silva, M.J. Stanhope & J.R. Waaland, 2003
- Ulva sorensenii V.J. Chapman, 1956
- Ulva spinulosa Okamura & Segawa, 1936
- Ulva stenophylla Setchell & N.L. Gardner, 1920
- Ulva sublittoralis Segawa, 1938
- Ulva subulata (Wulfen) Naccari
- Ulva taeniata (Setchell) Setchell & N.L. Gardner, 1920
- Ulva tanneri H.S. Hayden & J.R. Waaland, 2003
- Ulva tenera Kornmann & Sahling
- Ulva torta (Mertens) Trevisan, 1841
- Ulva tuberosa Palisot de Beauvois
- Ulva uncialis (Kützing) Montagne, 1850
- Ulva uncinata Mohr
- Ulva uncinata Mertens
- Ulva usneoides Bonnemaison
- Ulva utricularis (Roth) C. Agardh
- Ulva utriculosa C. Agardh
- Ulva uvoides Bory de Saint-Vincent
- Ulva ventricosa A.P.de Candolle

Nomina dubia
- Ulva costata Wollny, 1881
- Ulva repens Clemente, 1807
- Ulva tetragona A.P.de Candolle, 1807

Một loài mới phát hiện được mô tả năm 2014 dưới tên Ulva paschima Bast.